# Jacques II de Bourbon-Préaux
Pour les articles homonymes, voir Jacques de Bourbon et Bourbon.
Jacques II de Bourbon-Préaux, né en 1391 et décédé à une date inconnue après le 19 octobre 1429, est un prélat français.

## Biographie
Il était le troisième fils de Jacques de Bourbon (des comtes de La Marche) et de Marguerite de Préaux ou Preaux ou Preaulx ou Prayaulx, et fut seigneur de Thury, de Préaux et d'Argies, puis baron de Thury, de Combles et de Puisieux en Artois.
Dès sa plus tendre enfance, Jacques, qui était un fils puîné (ou, comme on l'écrivait à l'époque : un "maisné", c'est-à-dire un fils dont le ou les frères aînés avaient déjà recueilli la majeure partie de l'héritage parental), avait été destiné par ses parents à une carrière ecclésiastique : ils avaient obtenu pour lui les charges prestigieuses de doyen de Saint-Martin de Tours & d'archidiacre de Sens, sans toutefois qu'il ait été admis à la prêtrise.
C'est ainsi qu'à l'âge de 14 ans, Jacques de Bourbon fut nommé par le roi Charles VI à la Trésorerie de la Sainte-Chapelle du Palais, à Paris. Guillaume évêque d'Évreux, & Louis Comte de Vermandois, présentèrent ses lettres de provisions aux chanoines assemblés le 4 octobre 1408.
Les chanoines firent d'abord difficulté de le mettre en possession de son office de trésorier, parce qu’il ne s'était jamais vu qu'un trésorier ait été reçu dans ce sanctuaire de la monarchie française, sans avoir été préalablement revêtu du sacerdoce, condition requise à raison de la cure des âmes attachée à ce bénéfice ; cependant les chanoines passèrent par-dessus cette considération, se flattant que, Jacques de Bourbon étant proche parent du Roi, cet exemple ne tirerait point à conséquence. C'est ainsi que le plus ancien chanoine installa Jacques de Bourbon dans sa charge, à condition que dans l’acte de sa réception, il serait arrêté que l'on ferait de très-humbles remontrances, pour supplier S.M. d’empêcher qu’à l’avenir il fut donné atteinte à la fondation de Saint-Louis, par de pareilles provisions; les remontrances des Chanoines furent favorablement écoutées, & trouvées si justes, qu’il fut ordonné par Lettres-patentes du mois d’octobre 1410, que désormais personne ne serait pourvu de la dignité de Trésorier de la Sainte-Chapelle, s’il n’était Prêtre, avec défense aux Chanoines de recevoir de provisions qui ne fussent conformes à cette Ordonnance ; et afin que par la suite elle fut religieusement observée, les chanoines firent confirmer l’ordonnance royale d’octobre 1410, par le concile de Constance (1415), qui ordonna aux Chanoines de jurer, lors de leur réception, de la garder. L’original de la bulle scellée en plomb du sceau du concile était encore conservée en 1790 dans les archives de la Sainte-Chapelle.
Jacques de Bourbon conserva la Trésorerie de la Sainte-Chapelle du Palais, à Paris, jusqu’en 1416, lorsque Louis de Bourbon, son frère, ayant été tué à la bataille d’Azincourt en 1415, il forma la résolution de quitter l’état ecclésiastique ; sa famille voulut l’en détourner, mais le voyant décidé à se marier, Pierre de Bourbon, son frère aîné, lui procura l’alliance de Jeanne (1393 † (1397 - Valère en Touraine septembre 1420), fille de Jean de Montagu (vers 1349 † Exécuté le 17 octobre 1409), seigneur de Marcoussis (château de Montagu), vidame du Laonnois, Grand maître de France, capitaine de La Bastille, sœur de sa propre femme, et le mariage se fit en 1417.
Aussitôt après, Jacques de Bourbon s’attacha aux intérêts de Charles [VII], dauphin de Viennois, régent du royaume pendant l’infirmité du roi son père, et fit si bien qu’ayant gagné ses bonnes grâces, il en reçut plusieurs bienfaits. Il le suivait & l’accompagnait partout. Jeanne de Montagu, sa femme, étant morte l’année suivante [1418], Jacques de Bourbon fut si touché de cet évènement, que se voyant sans enfants, il prit le parti de se retirer dans le monastère des Célestins d’Ambert, situé dans la forêt d'Orléans, pour y faire pénitence, il aurait alors donné tous ses biens à ce Monastère, à la charge entre autres choses de donner à la Sainte-Chapelle du Palais, à Paris, par forme de restitution, huit cents écus d’or. On ne conserve aucune trace de cette donation, mais on en suppose l'existence par les pièces du procès que les Célestins eurent à soutenir contre la famille de "Frère Jacques" et qui eurent pour résultat que le Collège de la Sainte-Chapelle n’a jamais rien touché de cette somme qui leur avait été léguée et que les Célestins n’ont, pour leur part, guère profité non plus de tout ce que « Frère Jacques » de Bourbon leur avait donné.
Après avoir ainsi disposé de ses biens, Jacques de Bourbon aurait fait profession dans l’Ordre des Célestins sur la fin de l’an 1421 [peut-être 1422 n. s., avant Pâques] et le roi Charles VII, auquel il avait été dévoué pendant qu’il était dauphin [jusqu’au 21 octobre 1422], ne cessa depuis de l’assister dans ses besoins.
Le scholiaste (annotateur) anonyme du chancelier Jehan de Gerson prétend que « Frère Jacques » de Bourbon aurait ensuite quitté l’habit de Célestin, pour prendre celui de Cordelier, et qu’il fut assassiné « quelque temps après » en revenant de Rome, mais on ne dispose d'aucun élément permettant de vérifier cette affirmation : « propter quod crudeliter à parentibus uxoris quam deceperat cum Roma rediret interfectus est ».
Sauveur-Jérôme Morand a écrit, en 1790 : « Gerson dit qu’il mourut le 12 de juillet 1429 », mais il semble que cet auteur ait confondu avec la date de décès du chancelier Jehan de Gerson, qui est effectivement le 12 juillet 1429.
Or, il est absolument certain que « frère Jacques », redevenu "le chevalier Jacques" de Bourbon, sire de Préaux, vivait encore le 19 octobre 1429, date à laquelle il scella une charte dont voici une partie du libellé : «Jacques de Raisse, bailli de Huluch pour très haut et puissant seigneur Monseigneur Jacques de Bourbon, seigneur de Prayaulx, aïans, à cause de Madame de La Hamaide, sa femme, l’administration et gouvernement des fiefs, terres, possessions et seigneuries de Jacques de La Hamaide, aisné filz de feu Monseigneur Ernoul, à son vivant seigneur de La Hamaide, et [des fiefs] de la dite Dame»... Jacques s'était en effet remarié en secondes noces, avant juillet 1428, avec Isabeau, banneresse d'Enghien-Fagnolles, fille de Jacques d'Enghien (et tante maternelle de Jehan d'Orléans, comte de Dunois), qui était veuve depuis le 13 novembre 1426, d'Arnould IV, baron de La Hamaide et de Rebaix, chevalier, pair de Hainaut, seigneur haut-justicier de la ville de Renaix (Ronse), sire banneret de Condé-sur-l'Escaut, de Fresnes-sur-Escaut, de Hyon, etc., chef du nom et des armes de la Maison de La Hamayde.